# Nippon BS Hōsō
Nippon BS Hōsō K.K. (japanisch 日本BS放送株式会社, Nippon Bīesu Hōsō Kabushiki-gaisha, englisch Nippon BS Broadcasting Corporation, auch BS11 genannt) ist ein Fernsehsender in Kanda, Japan. Nippon BS Hōsō ist ein Tochterunternehmen von Bic Camera.
Von Dezember 2007 bis März 2011 hieß der Sender BS11 Digital (BS11デジタル) nach dessen Kanalplatz 211 im Broadcasting Satellite System.